# BioEssays
BioEssays est une revue scientifique, éditée mensuellement par la maison John Wiley & Sons. Elle couvre tous les domaines de la biologie sans distinction. Sont également publiés des commentaires sur la communication scientifique, l'éducation et la politique.

## Historique
Le journal a été fondé en décembre 1984 par l'éditeur en chef William J. Whelan sous l'impulsion de l'International Union of Biochemistry and Molecular Biology. Adam S. Wilkins devient éditeur en janvier 1990. John Wiley & Sons reprend le flambeau de l'édition en janvier 1998 et Andrew Moore l'éditeur en chef actuel le devient en août 1998.
D'après le Journal Citation Reports, le journal a en 2012 un facteur d'impact de 5,423 .